# Mehmed II Girej
Mehmed II Girej zwany Semiz (Opasły, Tłusty) (1532-1584) – władca Chanatu Krymskiego od 1577 roku. Był sojusznikiem Stefana Batorego i przeciwnikiem Carstwa Rosyjskiego. Wystąpił przeciwko Turkom, został przez nich obalony, zamordowany przez opozycję w 1584.
Choć chanem został z woli ojca bez akceptacji sułtana, już w 1578 r. poprowadził olbrzymią, sięgającą podobno aż 50 tys. żołnierzy, armię krymską przeciwko szachowi perskiemu walczącemu wtedy z Ottomanami. Wyprawa zakończyła się sukcesem i Tatarzy powrócili na Krym z wielkimi łupami, ale również z olbrzymimi stratami wśród wojowników.
Niemal równocześnie nowy władca Rzeczypospolitej Stefan Batory odnowił akt przymierza z Turcją.
W czasie drugiej wojny o Inflanty 1580–1582 Tatarzy krymscy swoimi najazdami wspomagał Rzeczpospolitą, spowodował również bunt Wielkiej Ordy Nogajskiej i dawnych chanatów nad Wołgą (Kazański i Astrachański) przeciwko Carstwu Rosyjskiemu, poskromiony dopiero w 1585 r.
Wprowadził urząd nurredina jako trzeci w hierarchii Chanatu Krymskiego (pierwszym był sam chan, a drugim kałga).
Zbytnia samodzielność Mehmeda II (obleganie tureckiej Kaffy na Półwyspie Krymskim) spowodowała karną ekspedycję turecką (1584), obalenie go z tronu i wprowadzeniem na niego Islama II Gireja. Został pochowany w türbe w Bakczysaraju.